# Wrocławska Nagroda Poetycka Silesius
Wrocławska Nagroda Poetycka Silesius – polska nagroda literacka, przyznawana w dziedzinie poezji od 2008 roku, w pierwszych latach podczas festiwalu Port Literacki, a od 2016 w ramach Międzynarodowego Festiwalu Poezji Silesius.
Nagroda fundowana jest przez miasto Wrocław, operatorem nagrody jest Wrocławski Dom Literatury, a jej nazwa pochodzi od Angelusa Silesiusa, barokowego poety. Pomysłodawcą nagrody był Artur Burszta, a inicjatorem stworzenia szef wrocławskiego wydziału kultury Jarosław Broda.
Nagroda przyznawana jest w trzech kategoriach: za całokształt twórczości, debiut i książkę roku.
W 2008 roku jako pierwsi statuetki Silesiusa otrzymali Tadeusz Różewicz (całokształt twórczości), Andrzej Sosnowski (książka roku) oraz Julia Szychowiak (debiut).
Oprócz nagród pieniężnych autorzy otrzymują statuetkę Silesiusa, zaprojektowaną przez Michała Staszczaka.

## Jury
Siedmioosobowe jury jest powoływane przez prezydenta Wrocławia na trzyletnią kadencję. W skład jury w latach 2022-2024 wchodzili: Piotr Śliwiński (przewodniczący), Monika Glosowitz, Paweł Mackiewicz, Małgorzata Mikołajczak, Krystyna Pietrych, Paweł Próchniak, w latach 2023-2024 również Alina Świeściak, do 2022 roku Tomasz Kunz. Od 2025 roku w skład jury wchodzą: Paweł Próchniak (przewodniczący), Wojciech Browarny, Anna Kałuża, Piotr Śliwiński, Alina Świeściak, Agnieszka Waligóra, Joanna Zach. 
Wcześniej w jury zasiadali:  Jacek Łukasiewicz (przewodniczący 2008-2015), Andrzej Zawada (przewodniczący 2016-2021), Grzegorz Jankowicz (2008-2018), Przemysław Czapliński (2008-2010), Anna Kałuża (2019-2021), Piotr Kępiński (2017-2019), Tomasz Kunz (2020-2022), Karol Maliszewski (2016-2021), Joanna Orska (2019-2021), Adam Poprawa (2008-2021), Tadeusz Sławek (2008-2018), Justyna Sobolewska (2008-2021), Marian Stala (2008-2010) i Piotr Śliwiński (2011–2021).

## Nagrody

### 2008
Nominowani
- Do nagrody za debiut roku nominowani byli: Krzysztof Bąk (Znaki wodne), Marcin Perkowski (Czarne/białe z odcieniem) i Julia Szychowiak (Po sobie).
- Do nagrody za książkę roku nominowani byli: Julian Kornhauser (Origami), Urszula Kozioł (Przelotem), Ewa Lipska (Pomarańcza Newtona), Zbigniew Machej (Wiersze przeciwko opodatkowaniu poezji), Piotr Mitzner (Podmiot domyślny), Andrzej Sosnowski (Po tęczy) i Adam Wiedemann (Pensum).

Nagrodzeni
- Nagroda za całokształt twórczości – Tadeusz Różewicz
- Nagroda za debiut roku – Julia Szychowiak za tomik Po sobie
- Nagroda za książkę roku – Andrzej Sosnowski za Po tęczy

### 2009
Nominowani
- Do nagrody za debiut roku nominowani zostali: Dariusz Basiński (Motor kupił Duszan), Sławomir Elsner (Antypody) i Monika Mosiewicz (Cosinus salsa).
- Do nagrody za książkę roku nominowani byli: Roman Honet (Baw się), Krystyna Miłobędzka (Gubione), Edward Pasewicz (Drobne! Drobne), Marcin Sendecki (Trap), Eugeniusz Tkaczyszyn-Dycki (Piosenka o zależnościach i uzależnieniach), Adam Wiedemann (Filtry) i Bohdan Zadura (Wszystko).

Nagrodzeni
- Nagroda za całokształt twórczości – Stanisław Barańczak
- Nagroda za debiut roku – Dariusz Basiński za książkę Motor kupił Duszan[29].
- Nagroda za książkę roku – Krystyna Miłobędzka za Gubione.

### 2010
Nominowani
- Do nagrody za debiut roku nominowani zostali: Joanna Lech (Zapaść), Dawid Majer (Księga grawitacji), Jakobe Mansztajn (Wiedeński high life).
- Do nagrody za książkę roku nominowani byli: Mariusz Grzebalski (Niepiosenki), Bartosz Konstrat (Samochody i krew), Piotr Matywiecki (Powietrze i czerń), Feliks Netz (Trzy dni nieśmiertelności), Jan Polkowski (Cantus), Marcin Sendecki (22), Marcin Świetlicki (Niskie pobudki).

Nagrodzeni
- Nagroda za całokształt twórczości – Piotr Sommer
- Nagroda za debiut roku – Jakobe Mansztajn za Wiedeński high life
- Nagroda za książkę roku – Piotr Matywiecki za Powietrze i czerń[30]

### 2011
Nominowani
- Do nagrody za debiut roku nominowani zostali: Marcin Kurek (Oleander), Kira Pietrek (Język korzyści), Renata Senktas (Bardzo)
- Do nagrody za książkę roku nominowani byli: Wojciech Bonowicz (Polskie znaki), Dariusz Foks (Sigmund Freud Museum), Ewa Lipska (Pogłos), Krzysztof Niewrzęda (Second life), Marcin Sendecki (Pół), Krzysztof Siwczyk (Koncentrat), Bohdan Zadura (Nocne życie)[31]

Nagrodzeni
- Nagroda za całokształt twórczości – Urszula Kozioł
- Nagroda za debiut roku – Kira Pietrek za Język korzyści
- Nagroda za książkę roku – Bohdan Zadura za Nocne życie

### 2012
Nominowani
- do nagrody za debiut roku nominowani zostali: Karol Bajorowicz (alteracje albo metabasis), Tomasz Bąk (Kanada), Paulina Korzeniewska (Usta Vivien Leigh)
- do nagrody za książkę roku nominowani byli: Jacek Bierut (Frak człowieka), Konrad Góra (Pokój widzeń), Edward Pasewicz (Pałacyk Bertolda Brechta), Marta Podgórnik (Rezydencja surykatek), Joanna Roszak (Wewe), Marcin Sendecki (Farsz), Eugeniusz Tkaczyszyn-Dycki (Imię i znamię)[33]

Nagrodzeni
- Nagroda za całokształt twórczości – Marcin Świetlicki
- Nagroda za debiut roku – Tomasz Bąk za tomik Kanada
- Nagroda za książkę roku – Eugeniusz Tkaczyszyn-Dycki za Imię i znamię[34]

### 2013
Nominowani

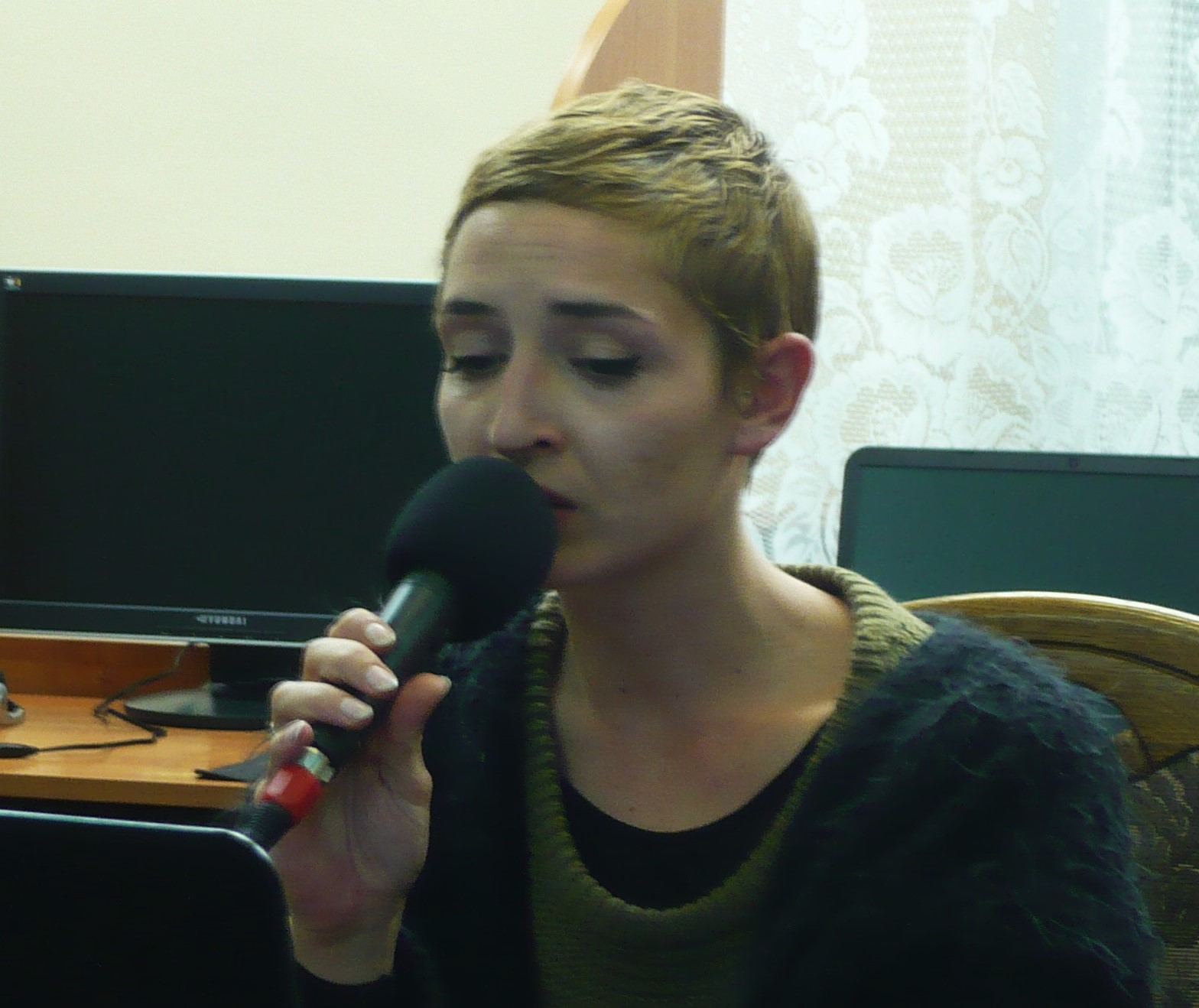
Ilona Witkowska na Festiwalu Pretexty, Nowa Ruda, 3.10.2015

- do nagrody za debiut roku nominowani zostali: Tomasz Ososiński (Pięć bajek), Bartosz Sadulski (Post), Ilona Witkowska (Splendida realta)
- do nagrody za książkę roku nominowani byli: Marcin Baran (Niemal całkowita utrata płynności), Justyna Bargielska (Beach for my baby), Dariusz Foks (Liceum), Jerzy Jarniewicz (Na dzień dzisiejszy i chwilę obecną), Barbara Klicka (Same same), Andrzej Niewiadomski (Dzikie lilie), Dariusz Suska (Duchy dni)[35]

Nagrodzeni
- Nagroda za całokształt twórczości – Krystyna Miłobędzka
- Nagroda za debiut roku – Ilona Witkowska za Splendida realta
- Nagroda za książkę roku – Marcin Baran za Niemal całkowita utrata płynności

### 2014
Nominowani
- do nagrody za debiut roku nominowani zostali: Kamil Brewiński(inne języki) (clubbing), Martyna Buliżańska (Moja jest ta ziemia), Maciej Taranek(inne języki) (repetytorium)
- do nagrody za książkę roku nominowani byli: Miłosz Biedrzycki (Porumb), Mariusz Grzebalski (W innych okolicznościach), Bartosz Konstrat (Dzika kość. Encyklopedia utraconych szans), Andrzej Niewiadomski (Kapsle i etykietki), Grzegorz Olszański (Starzy nieznajomi), Marcin Świetlicki (Jeden), Klara Nowakowska (Niska rozdzielczość)[36]

Nagrodzeni
- Nagroda za całokształt twórczości – Darek Foks
- Nagroda za debiut roku – Martyna Buliżańska za Moja jest ta ziemia
- Nagroda za książkę roku – Mariusz Grzebalski za W innych okolicznościach

### 2015
Nominowani
- do nagrody za debiut roku nominowani zostali: Michał Książek (Nauka o ptakach), Rafał Różewicz (Product placement), Urszula Zajączkowska (Atomy)
- do nagrody za książkę roku nominowani byli: Roman Honet (Świat był mój), Adam Pluszka (Zestaw do besztań), Marcin Sendecki (Przedmiar robót), Krzysztof Siwczyk (dokąd bądź), Julia Szychowiak (Intro), Adam Wiedemann (Z ruchem), Filip Zawada (Trzy ścieżki nad jedną rzeką sumują się)[37]

Nagrodzeni
- Nagroda za całokształt twórczości – Jacek Podsiadło[38].
- Nagroda za debiut roku – Michał Książek za Nauka o ptakach
- Nagroda za książkę roku – Marcin Sendecki za Przedmiar robót[39]

### 2016
Nominowani
- do nagrody za debiut roku nominowani zostali: Mateusz Andała (Światło w lodówce), Aldona Kopkiewicz (Sierpień), Piotr Przybyła (Apokalipsa. After party)
- do nagrody za książkę roku nominowani zostali: Kacper Bartczak (Wiersze organiczne), Jerzy Jarniewicz (Woda na Marsie), Barbara Klicka (Nice), Paweł Marcinkiewicz (Majtki w górę, majtki w dół), Joanna Mueller (intima thule), Edward Pasewicz (Och, Mitochondria), Marta Podgórnik (Zawsze)

Nagrodzeni
- Nagroda za całokształt twórczości – Julian Kornhauser[40]
- Nagroda za debiut roku – Aldona Kopkiewicz za Sierpień
- Nagroda za książkę roku – Barbara Klicka za Nice[41]

### 2017
Nominowani
- do nagrody za debiut roku nominowani zostali: Radosław Jurczak (Pamięć zewnętrzna), Damian Kowal (Najmniejsze przeboje z Tristan da Cunha), Joanna Żabnicka (Ogrodnicy z Marly)
- do nagrody za książkę roku nominowani zostali: Cezary Domarus (cargo, fracht), Darek Foks (Wołyń Bourne’a), Piotr Janicki (13 sztuk), Jerzy Kronhold (Skok w dal), Jacek Podsiadło (Włos Bregueta), Renata Senktas (Clarity), Dariusz Suska (Ściszone nagle życie)

Nagrodzeni
- Nagroda za całokształt twórczości – Andrzej Sosnowski[42]
- Nagroda za debiut roku – Radosław Jurczak za Pamięć zewnętrzną
- Nagroda za książkę roku – Jacek Podsiadło za Włos Bregueta[43]

### 2018
Nominowani
- do nagrody za debiut roku nominowani zostali: Emanuela Czeladka (Napływ), Agata Jabłońska (Raport wojenny), Julia Niedziejko (Niebieska godzina)
- do nagrody za książkę roku nominowani zostali: Dominik Bielicki (Pawilony), Julia Fiedorczuk (Psalmy), Jacek Gutorow (Rok bez chmur), Jerzy Jarniewicz (Puste noce), Marta Podgórnik (Zimna książka), Ilona Witkowska (Lucyfer zwycięża), Urszula Zajączkowska (minimum)

Nagrodzeni
- Nagroda za całokształt twórczości – Bohdan Zadura[44]
- Nagroda za debiut roku – Agata Jabłońska za Raport wojenny
- Nagroda za książkę roku – Jerzy Jarniewicz za Puste noce[45]

### 2019
Nominowani
- do nagrody za debiut nominowani zostali: Maciej Bobula (Wsie, animalia, miscellanea), Michał Domagalski (Poza sezonem), Jan Rojewski (Ikonoklazm)
- do nagrody za książkę roku nominowani zostali: Tomasz Bąk (Utylizacja. Pęta miast), Kamila Janiak (wiersze przeciw ludzkości), Adam Kaczanowski (Cele), Aldona Kopkiewicz (Szczodra), Małgorzata Lebda (Sny uckermärkerów), Jacek Łukasiewicz (Wiązania), Krzysztof Siwczyk (Mediany)

Nagrodzeni
- nagroda za całokształt twórczości – Ewa Lipska[46]
- nagroda za debiut roku – Maciej Bobula za Wsie, animalia, miscellanea
- nagroda za książkę roku – Adam Kaczanowski za Cele[47]

### 2020
Nominowani
- do nagrody za debiut roku nominowani zostali: Joanna Lewandowska (Trach), Kasper Pfeifer (adblock), Jakub Pszoniak (Chyba na pewno)
- do nagrody za książkę roku nominowani zostali: Justyna Bargielska (Dziecko z darów), Tomasz Bąk (Bailout), Piotr Florczyk (Dwa tysiące słów), Konrad Góra (Kalendarz majów), Joanna Mueller, Joanna Łańcucka – ilustracje (Waruj)

Nagrodzeni
- nagroda za całokształt twórczości – Eugeniusz Tkaczyszyn-Dycki[48]
- nagroda w kategorii książka roku – Konrad Góra za tom Kalendarz Majów
- nagroda w kategorii debiut roku – Jakub Pszoniak za tom Chyba na pewno[49]

### 2021
Nominowani
- do nagrody za debiut roku nominowani zostali: Jarosław Dudycz (Czarna skrzynka), Katarzyna Szweda (Bosorka), Aleksander Trojanowski (Parkingi podziemne jako miasta spotkań)
- do nagrody za książkę roku nominowani zostali: Jan Baron (Psińco), Kamila Janiak (Zakaz rozmów z osobami nieobecnymi fizycznie), Radosław Jurczak (Zakłady holenderskie), Aldona Kopkiewicz (Na próbę), Natalia Malek (Karapaks)

Nagrodzeni
- nagroda za całokształt twórczości – Ryszard Krynicki[50]
- nagroda za książkę roku – Kamila Janiak za tom Zakaz rozmów z osobami nieobecnymi fizycznie
- nagroda za debiut roku – Aleksander Trojanowski za tom Parkingi podziemne jako miasta spotkań[51]

### 2022
Nominowani:
- do nagrody za debiut roku nominowani zostali: Michał Krawczyk (Ekspansja ech), Marta Stachniałek (Polski wrap), Antonina Tosiek (Storytelling)
- do nagrody za książkę roku nominowani zostali: Małgorzata Lebda (Mer de Glace), Joanna Mueller (Hista & her sista), Krzysztof Siwczyk (Krematoria I. Krematoria II), Dariusz Sośnicki (Po domu), Katarzyna Zwolska-Płusa (Daję wam to w częściach)

Nagrodzeni:
- nagroda za całokształt twórczości – Marcin Sendecki[52]
- nagroda za książkę roku – Krzysztof Siwczyk za tom Krematoria I. Krematoria II
- nagrodę za debiut roku – Marta Stachniałek za książkę poetycką Polski wrap[53]

### 2023
Nominowani:
- do nagrody za debiut roku nominowani zostali: Ivan Davydenko (Halal), Stanisław Kalina Jaglarz (Gościć sójki), Paweł Stasiewicz (Oprawa skórzana)
- do nagrody za książkę roku nominowani zostali: Miłosz Biedrzycki (Wiosna ludzi), Kamila Janiak (Miłość), Natalia Malek (Obręcze), Jan Rojewski (Ocalałe 2030), Piotr Sommer (Lata praktyki)

Nagrodzeni:
- nagroda za całokształt twórczości – Joanna Mueller[54]
- nagroda za książkę roku – Piotr Sommer za Lata praktyki
- nagroda za debiut roku – Ivan Davydenko za Halal[55]

### 2024
Nominowani:
- do nagrody za debiut roku nominowani zostali: Opal Ćwikła (UFOPORNO), Martyna Pankiewicz (czym się żywi ziemia i martwi), Urszula Sikora (Trzynasty miesiąc)
- do nagrody za książkę roku nominowani zostali: Justyna Bargielska (Wybór stand-upów), Kacper Bartczak (czas kompost), Dominik Bielicki (Wielki ping-pong), Darek Foks (Patriotka), Justyna Kulikowska (Obóz zabaw)

Nagrodzeni:
- nagroda za całokształt twórczości – Marzanna Bogumiła Kielar[56]
- nagroda za książkę roku – Dominik Bielicki za Wielki ping-pong
- nagroda za debiut roku – Opal Ćwikła za UFOPORNO[57]

### 2025
Nominowani:
- do nagrody za debiut roku nominowani zostali: Adrianna Olejarka (Gorączki), Dominika Parszewska (Kink-meme), Karol Płatek (Powolne ruchy roślin)
- do nagrody za książkę roku nominowani zostali: Anna Adamowicz (Stłuc. Kręgosłup Tytanii Skrzydło), Marcin Czerkasow (Belgijskie rozwiązania), Anouk Herman (Silesian Gothic), Grzegorz Hetman (Flash crash), Krzysztof Siwczyk (Ludzie z taksydermii)

Nagrodzeni:
- nagroda za całokształt twórczości – Kacper Bartczak[59]